# Storpussen
Storpussen är en sjö i Gävle kommun i Gästrikland och ingår i Hamrångeån-Testeboåns kustområde.